# Карымская культура
Карымская культура - археологическая культура IV-VI вв. н.э., часто рассматриваемая также и как карымский этап развития 
нижнеобской культуры. Создателями её являются обские угры, главным образом предки современного народа ханты.

## Исследователи
Карымская культура была выделена в 1957 году археологом и этнографом В. Н. Чернецовым на основе исследования материалов раскопок городища Карым в бассейне реки Конда и многолетнего изучения ряда других памятников Нижнего Приобья. В дальнейшем изучение карымской культуры продолжали другие исследователи, в целом придерживаясь предложенной В.Н. Чернецовым периодизации данной эпохи, но существенно уточнив её границы.

## Карымские памятники
К карымской культуре относят некоторые из городищ археологического памятника Барсов Городок (городища II/6, 7, 9 и 10), а также Кинтусовские II и IV в Сургутском Приобье, городище Карым Чилимка в бассейне реки Конды, городища Люликар и Хангла-сам на реке Северная Сосьва.

### Проблема принадлежности Холмогорского клада к карымской культуре
Ранее к карымской культуре после первого изучения историки уверенно относили позднюю часть вещей Холмогорского клада. Он был случайно обнаружен советскими нефтяниками весной 1976 года при монтаже буровой установки на Холмогорском нефтяном месторождении, находящемся на границе Ямало-Ненецкого и Ханты-Мансийского автономных округов. Бригадир монтажников В.Н.Мосиенко, заметив их в земле, остановил буровые работы и с помощью ножа и зубной щетки извлек обнаруженные артефакты из земли, и, что очень важно, зарисовал примерную схему расположения предметов. Этот клад, оказавшийся невероятно ценным для археологии, содержал 193 предмета разных эпох, в том числе разнообразное оружие ближнего и дальнего боя: железный палаш, кинжалы, боевые ножи, бронзовые и железные наконечники стрел и копий, схожие с аналогичными предметами из других памятников лесной полосы Среднего Приобья (Томского могильника, Елыкаевского, Ишимского и Парабельского кладов), бронзовый котел, редчайшие для северных регионов того времени бусы из красной стекловидной пасты и множество других предметов. Отнесение предметов Холмогорского клада к карымскому времени довольно долго не оспаривалось историками-профессионалами, в частности, такой точки придерживались ведущие ученые-историки Южно-Уральского государственного (национального исследовательского) университета в пятом томе восьмитомной «Истории Южного Урала» ( стр. 58 ), изданном в 2018 году. Однако в последние годы ряд сибирских археологов ( Г.К. Карачаров, А.П. Зыков и другие), ставят под сомнение принадлежность предметов Холмогорского клада к карымскому времени, считая первоначальный вывод поспешным и недостаточно обоснованным. В частности, А.П. Зыков из Института проблем освоения Севера Сибирского отделения РАН считает, что «великолепный набор предметов Холмогорского клада ... может быть связан с карымским этапом только гипотетически».

## Погребальный обряд
Карымский погребальный обряд исследован на могильнике без следов инокультурного влияния — Сайгатинский VI, расположенном, в 30 км к западу от Сургута, у п. Сайгатино. Инвентарь погребений данного могильника беден и включает фрагмент глиняного сосуда, железный нож, иногда точильный камень. В одну из могил рядом с головой покойного поместили небольшой целый горшок. Одно из погребений, как считают исследователи, было совершено в лодке, и могильная яма имела подтреугольную форму. В могильниках южных регионов карымского ареала, где происходило смешение карымцев с носителями других культур, погребальный обряд может значительно отличаться от чисто карымского. В частности, исследователи считают подкурганные захоронения и положение в могилы мяса и костей лошади результатом влияния степных и лесостепных скотоводческих племен.

## Типы поселений
Карымские поселения представлены двумя типами: укрепленными (городища) и неукрепленными (селища, стоянки).

## Хозяйственная деятельность
Хозяйство карымцев в силу сурового климата северных районов Сибири, не допускающего земледелия, в целом носило присваивающий характер, её основу составляли охота, рыболовство и собирательство. У карымцев имелись различные домашние промыслы, включая обработку и изготовление изделий из  кости, кожи, мехов, дерева, а также изготовление керамических изделий из глины. Установлено, что на карымских поселениях производилась плавка и обработка металлов (бронзы и железа) для изготовления холодного оружия, инструментов, украшений, культовых предметов и других изделий. Судя по тому, что находки металлических предметов карымского времени довольно редки, масштабы металлообработки в данную эпоху были небольшими. На южной границе карымского ареала его носители под влиянием других племен начинают переходить от охоты к скотоводству. Исходя из  фаунистических остатков, жители поселения Ипкуль XV, в трех раскопанных жилищах которого вместе с позднесаргатской найдена керамика переходного ярсалинско-карымского облика, в большей степени занимались скотоводством и в меньшей степени — охотой и рыболовством.

## Металлургия
Для плавки бронзы карымцы применяли рюмковидные тигли, сменившие характерные для предыдущей эпохи тигли в виде плошки с носиком. В карымский период также происходит активное освоение носителями культуры металлургии железа, ввиду чего карымский период относят к раннему железному веку. Железо применялось главным образом для изготовления предметов утилитарного назначения (оружие, ножи и т.п.), тогда как культовые и престижные предметы продолжали изготавливаться из бронзы. Металлические изделия карымской культуры встречаются редко.

## Искусство
Для карымской эпохи характерны бронзовые культовые фигурки с полированной поверхностью в виде сложных антропо- и орнитоморфных изображений. В частности, это хищные птицы с личинами на груди, с декором поверхности в виде кантов из геометрических фигур. В данное время окончательно оформился канон фронтально изображаемой фигуры человека в доспехах с косами и сложенными на животе руками. Это изображение исследователи трактуют как свидетельство формирование культа богатырей, военной и правящей элиты общества того времени.

## Керамика
Специфика карымской культуры наиболее ярко выражена в керамике. Карымскую глиняную посуду от керамики предшествующего времени отличает орнаментация ранее неизвестными фигурными штампами: округлым, ромбическим, уголковым и других форм и завершение орнаментальных зон свисающими фестонами. Ввиду плохой сохранности предметов из других материалов ( кожи, дерева и т.п ) или редкости металлов основную массу находок на карымских поселениях составляют фрагменты глиняных сосудов. Установлено, что формовку глиняных сосудов карымцы производили способом ленточного налепа, без применения гончарного круга.
Для карымской культуры весьма характерны лепные круглодонные сосуды с хорошо выраженной шейкой. У карымских сосудов венчики скошены внутрь. Сверху венчики сосудов приплюснуты оттисками зубчатого штампа или ногтевыми вдавлениями в качестве своеобразного «штампа», они также имеют свисающий внутрь карнизик. На шейке сосуда под венчиком имеется горизонтальный поясок вдавленных ямок. Карымские сосуды украшались чередующимися горизонтальными зонами оттисков зубчатого и различных фигурных штампов: овального, треугольного, ромбического и других форм. Обычно орнамент выполнен в виде отдельных зон-поясков, покрывающих верхнюю часть сосуда — шейку и плечики. От плечиков сосуда вниз спускаются фестоны в виде столбиков из наклонных или горизонтальных оттисков штампов, часто сгруппированных по 3—4 фестона.  Примечательно, что на одном сосуде обычно сочетаются оттиски двух-трех штампов, реже — только одного и еще реже — сразу четырех. На 90%  карымских сосудов имеются оттиски гребенчатого штампа. Для карымской культуры также характерны ромбические штампы с четырьмя точками в центре, такие штампы встречаются примерно на 35% сосудов. О сохранении некоторых культурных традиций кулайского времени свидетельствуют узоры «уточка» и «змейка». Штампы «крестовый», «круглый», «след медведя» и «голова медведя» встречаются редко.
Сотрудники Института проблем освоения Севера Сибирского отделения РАН Борзунов В. А. и Чемякин Ю. П., исследовавшие карымскую керамику, разделили её на четыре типа, условно обозначив их римскими цифрами: I (гребенчатая), II (фигурно-штампованная), III (желобчато-валиковая) и IV (обедненная ямочно-насечковая и ямочно-жемчужная). Они пришли к выводу, что из этих четырех типов только три (I, II, IV) продолжают линию развития местной традиции кулайской посуды,  тогда как возникновение типа III они связывают с проникновением в таежное Приобье групп охотников-рыболовов из Восточной Сибири. Также ими установлено различие керамики северных и южных карымских территорий.

## Этногенез
По мнению исследователей, на карымский этап приходится распад обско-угорской общности, который привел к выделению из нее предков современных народов ханты и манси. В эту эпоху также имело место более четкое обособление языка и культуры обских угров от языка и культуры самодийцев, различия между которыми подверглись нивелированию во время предшествующей кулайской эпохи.